# Deadlock/Six Reasons To Kill
Deadlock/Six Reasons To Kill е съвместно EP на германската мелодична дет метъл група Deadlock и Six Reasons To Kill. Това е последния албум с Томас Гшвенднер като китарист и Winter Recordings като музикален издател на групата.

### Deadlock
1. „A Little Soldier“ – 0:54
2. „Thousand Suns“ – 6:06
3. „An Eye For An Eye“ – 4:43
4. „The End Of The World“ – 5:50

### Six Reasons To Kill
1. „Dominion Of Death“ – 4:27
2. „To A Darkend End“ – 2:44
3. „Haunted By Memories“ – 3:01
4. „Deliverance“ – 5:11

## Участници

### Deadlock
- Йоханес Прем – вокали
- Тобиас Граф – ударни
- Томас Хушка – бас
- Томас Гшвенднер – китари
- Себастиан Райхъл – китари

### Гост-музиканти
- Сабине Венигер – вокали и клавишни
- Барбара Муцбауер – чело
- Доминик Елберскирх – цигулка